# Sceaux (Altos del Sena)
Sceaux es una localidad y comuna francesa del departamento de Altos del Sena en la región de Isla de Francia, al suroeste de la aglomeración urbana de París.
Hasta 1966 fue subprefectura en el antiguo departamento del Sena.

## El castillo-museo
En Sceaux destaca el grandioso parque de 181 hectáreas, diseñado por Le Nôtre en los terrenos de Juan Bautista Colbert. El palacio que albergó fue derruido en la época del Consulado, entre 1802 y 1804.
Este castillo fue la residencia de la duquesa de Maine, nuera de  Luis XIV.
El castillo actual, mucho más pequeño, edificado por el segundo duque de Trévise, hijo del mariscal Adolphe Édouard Casimir Joseph Mortier, en el Segundo Imperio, es de estilo neo-Luis XIII.

### El Museo
El castillo actual alberga el museo de la región Isla de Francia (Île-de-France). Este museo posee una de las más importantes colecciones de obras de pintores franceses figurativos de la Escuela de París y sobre todo de Maurice Boitel (cuatro obras).
El museo se completa con un centro de documentación especializado en la historia, arquitectura y patrimonio de la región.

## Iglesia de Sceaux

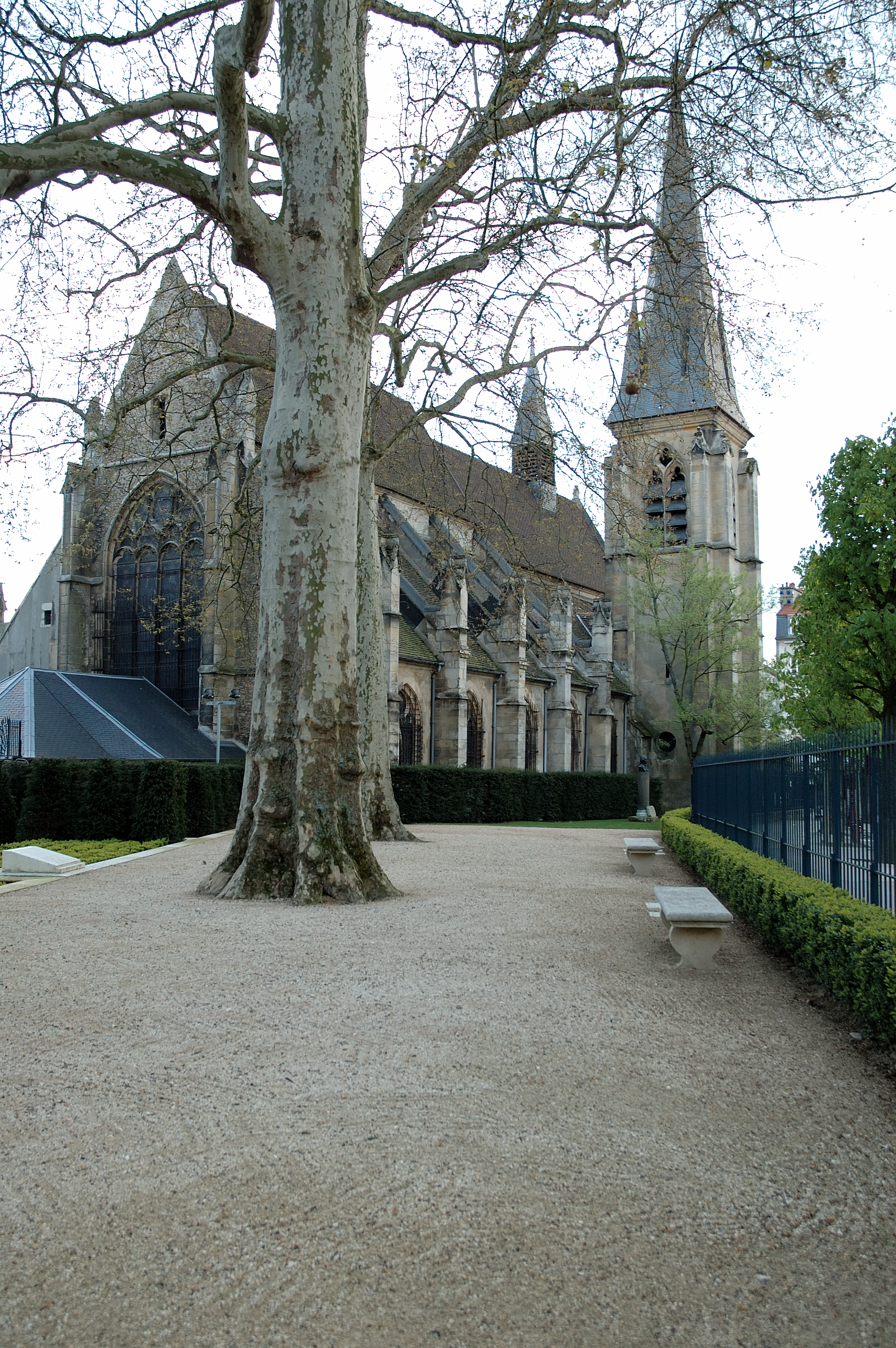
Iglesia de San Juan Bautista.

Sceaux también posee una hermosa iglesia, de la comunidad San Juan Bautista. Fue construida en 1203. Es de estilo románico con hermosas vidrieras detrás del altar y en el crucero.

## Transportes
Sceaux está bien comunicada gracias a:
- dos estaciones de RER B: Sceaux y Robinson (cabe señalar que la estación Parc de Sceaux, muy cercana al Parque de Sceaux, pertenece a la ciudad de Antony)
- líneas 6 y 13 de la red de autobús Paladin.
- Numerosas líneas de autobús de la RATP: 128, 179, 192, 194, 195, 188, 294, 388, 390, 391, 394, 395

## Demografía
| 1 865 | 1 403 | 1 569 | 1 340 | 1 844 | 1 670 | 2 023 | 2 035 | 2 133 | 2 267 | 2 578 | 2 287 | 2 460 | 2 783 | 3 443 | 3 567 | 3 926 | 4 541 | 4 857 | 5 532 | 6 207 | 6 995 | 7 840 | 8 418 | 8 448 | 10 601 | 19 024 | 19 913 | 19 709 | 18 317 | 18 052 | 19 494 | 19 679 |
| Para los censos de 1962 a 1999 la población legal corresponde a la población sin duplicidades (Fuente: INSEE [Consultar]) |       |       |       |       |       |       |       |       |       |       |       |       |       |       |       |       |       |       |       |       |       |       |       |       |        |        |        |        |        |        |        |        |

## Enseñanza
Existen:
- tres liceos :
  - Lycée Lakanal, construido en 1882 por Anatole de Baudot,
  - Lycée Marie Curie, construido en 1936,
  - Lycée Florian
- dos polos de enseñanza de la Universidad de París XI (Orsay) :
  - la facultad Jean Monnet de derecho-economía-gestión
  - el IUT, Instituto Universitario de Tecnología de Sceaux,
- así como la EPF, Escuela de ingenieros.

## Hermanamientos
- Royal Leamington Spa, Gran Bretaña
- Brühl, Alemania

## Personalidades

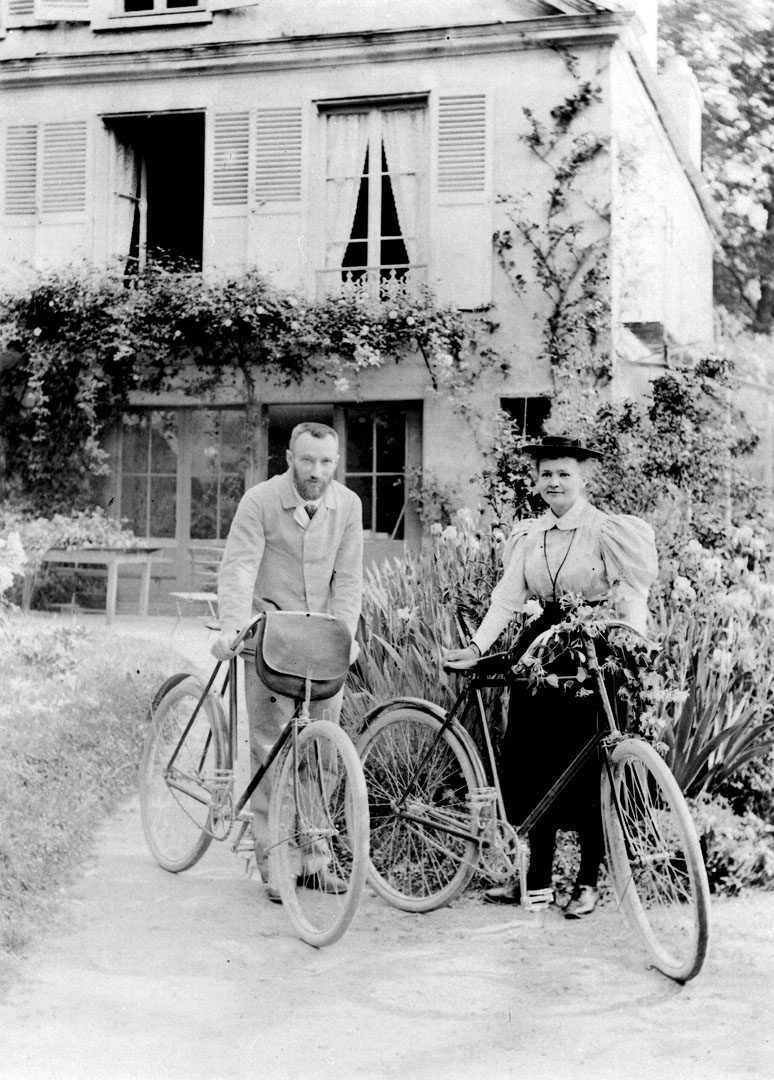
Pierre y Marie Curie fotografiados en su luna de miel (1895).

- Luis Augusto de Borbón, duque de Maine, hijo reconocido de Luis XIV y de Madame de Montespan, muerto en Sceaux en 1736. Su esposa, la Duchesse du Maine, organizaba fiestas suntuosas en el castillo de Sceaux.
- Jean-Baptiste Marino, nacido en Sceaux en 1767.
- Jean-Pierre Claris de Florian, fabulista francés, muerto en Sceaux en 1794.
- Siméon Denis Poisson, matemático, geómetra y físico, muerto en Sceaux en 1840.
- Augustin Cauchy, matemático, muerto en Sceaux en 1857.
- Émile Baudot, ingeniero de telegrafía, muerto en Sceaux en 1903.
- Pierre Curie y Marie Curie se casaron en Sceaux en 1895, y allí residieron. Primero enterrados en Sceaux en el panteón familial Curie, sus restos han sido transferidos al Pantéon en 1995.
- Frédéric e Irène Joliot-Curie vivieron y fueron enterrados en Sceaux.
- Alain Delon, actor, nacido en Sceaux en 1935.
- Édouard Depreux, fundador del PSU, fue alcalde de Sceaux en la Liberación.[8]
- Marie-George Buffet, política, nacida en Sceaux en 1949.
- Jean Glavany, político, nacido en Sceaux en 1949.